# Phomatosphaeropsis pinicola
Phomatosphaeropsis pinicola är en svampart som beskrevs av Ribaldi 1953. Phomatosphaeropsis pinicola ingår i släktet Phomatosphaeropsis och familjen Botryosphaeriaceae.   Inga underarter finns listade i Catalogue of Life.